# Martin 156
Il Martin 156, citato anche come Martin M-156 nella bibliografia di settore e "Russian Clipper", "Moscow Clipper" o "Soviet Clipper" in quella giornalistica dell'epoca, era un idrovolante quadrimotore di linea a scafo centrale ed ala alta sviluppato dall'azienda statunitense Glenn L. Martin Company negli anni trenta.
Ideato per affiancare sulle rotte transoceaniche della Pan Am il precedente M-130, venne realizzato in unico esemplare costruito su richiesta dell'Unione Sovietica, riproponendone l'aspetto generale tranne per l'adozione di un'ala dalla maggiore apertura e di una coda dall'impennaggio bideriva.

## Storia del progetto
Nell'aprile 1936 il Consiglio del lavoro e della difesa sovietico (in caratteri cirillici Совет Труда и Обороны (CTO) CCCP), nell'ambito della decisione di acquistare materiale e tecnologia dagli Stati Uniti d'America, a causa della loro immediata necessità di disporre di grandi idrovolanti da affiancare ai più modesti Tupolev MTB-1 emise una richiesta per la fornitura di due esemplari, il Consolidated Model 28, meglio conosciuto con la designazione assegnatagli dall'US Navy PBY Catalina, ed un secondo, più grande, commissionato alla Glenn L. Martin Company basandosi sulle caratteristiche dell'M-130.
Per la Martin fu l'occasione per recuperare le ingenti somme investite nello sviluppo degli M-130 e del Model 146, bombardiere proposto all'United States Army in sostituzione del B-10 ma che non riuscì a superare lo stadio di prototipo.

## Tecnica
Il Martin 156 riproponeva l'imponente aspetto, per l'epoca, del suo predecessore caratterizzato dalla costruzione interamente metallica, dalla configurazione a scafo centrale, dalla motorizzazione quadrimotore e dalla velatura monoplana.
Lo scafo, di costruzione interamente metallica, comprendeva la cabina di pilotaggio posizionata davanti all'ala ed uno scompartimento passeggeri da 53 posti a sedere. Ai lati dello scafo erano presenti due sponson che avevano tra le altre cose, la funzione di equilibratori mentre il velivolo era sulla superficie dell'acqua. Posteriormente terminava in un impennaggio "a T" dotato di doppia deriva, con gli elementi verticali posizionati alle estremità dell'unico piano orizzontale.
L'ala, montata alta, era collegata allo scafo ed agli sponson tramite una coppia di robuste aste di controvento per lato ed integrava sul bordo di attacco le quattro gondole che racchiudevano gli altrettanti motori.
L'impianto propulsivo era affidato a quattro Wright R-1820-G2 Cyclone, dei motori radiali a 9 cilindri posti su una singola fila e raffreddati ad aria, dotati di riduttore epicicloidale, in grado di sviluppare una potenza di 850 hp (634 kW) ciascuno ed abbinati ad eliche tripala.
L'equipaggio normalmente previsto era composto da otto membri, capitano, secondo pilota, due ufficiali di volo, due ingegneri di volo (Engineering Officer, Assistant Engineering Officer), operatore radio e assistente di volo.

## Utilizzatori
Unione Sovietica
- Aeroflot